# Palura argyrota
Palura argyrota är en fjärilsart som beskrevs av George Francis Hampson 1910. Palura argyrota ingår i släktet Palura och familjen nattflyn. Inga underarter finns listade i Catalogue of Life.